# Universidad Ishik
La Universidad Ishik (en arabo: جامعة ايشق) es una universidad privada propiedad de la Institución Educativa Fezalar que se estableció en Erbil en 1994 por los inversores y los educadores turcos e iraquíes durante la guerra civil en la región que hoy es conocida como Kurdistán iraquí. En 1994, la Institución comenzó con la Escuela Ishik  en Erbil con altos estándares que promocionan  valores locales y universales. En 2007, la institución desarrolló la idea de una universidad privada con el apoyo de las familias de los estudiantes. Los Másteres están a la espera de la aprobación del Ministerio de Educación Superior del Gobierno de la Región de Kurdistán.